# Preikestolen

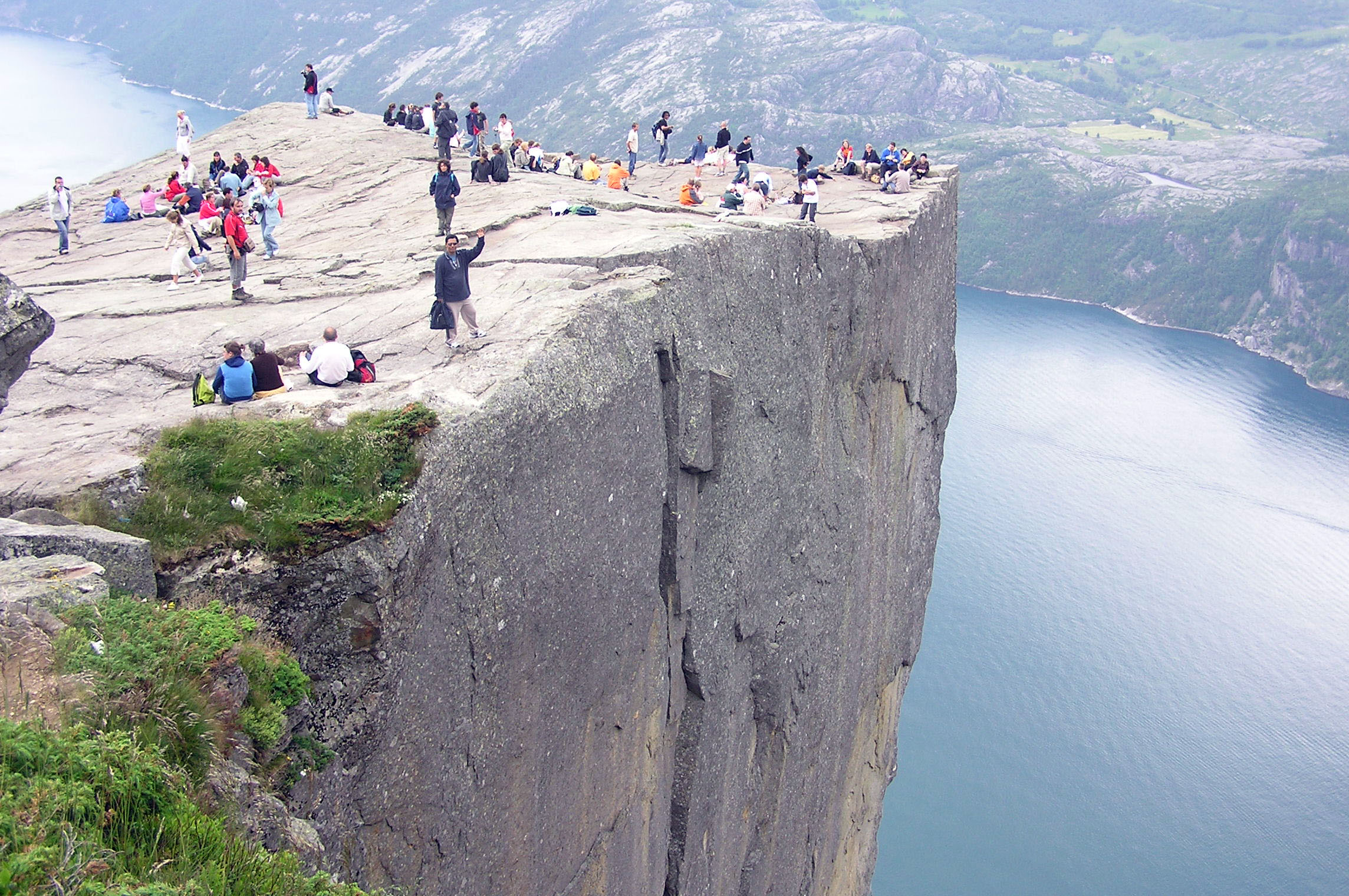
Preikestolen en verano.

Preikestolen (en noruego nynorsk) o Prekestolen (en bokmål), llamado en la antigüedad Hyvlatonnå, es una formación rocosa en la costa sudoeste de Noruega, cuyo nombre significa «púlpito». Está situada en el Lysefjord, en el distrito de Ryfylke, provincia de Rogaland. La localidad más cercana es Jørpeland. Esta formación rocosa es el lugar donde se rodó la escena de la persecución en helicóptero de la película Mission: Impossible - Fallout, de 2018.

## El recorrido

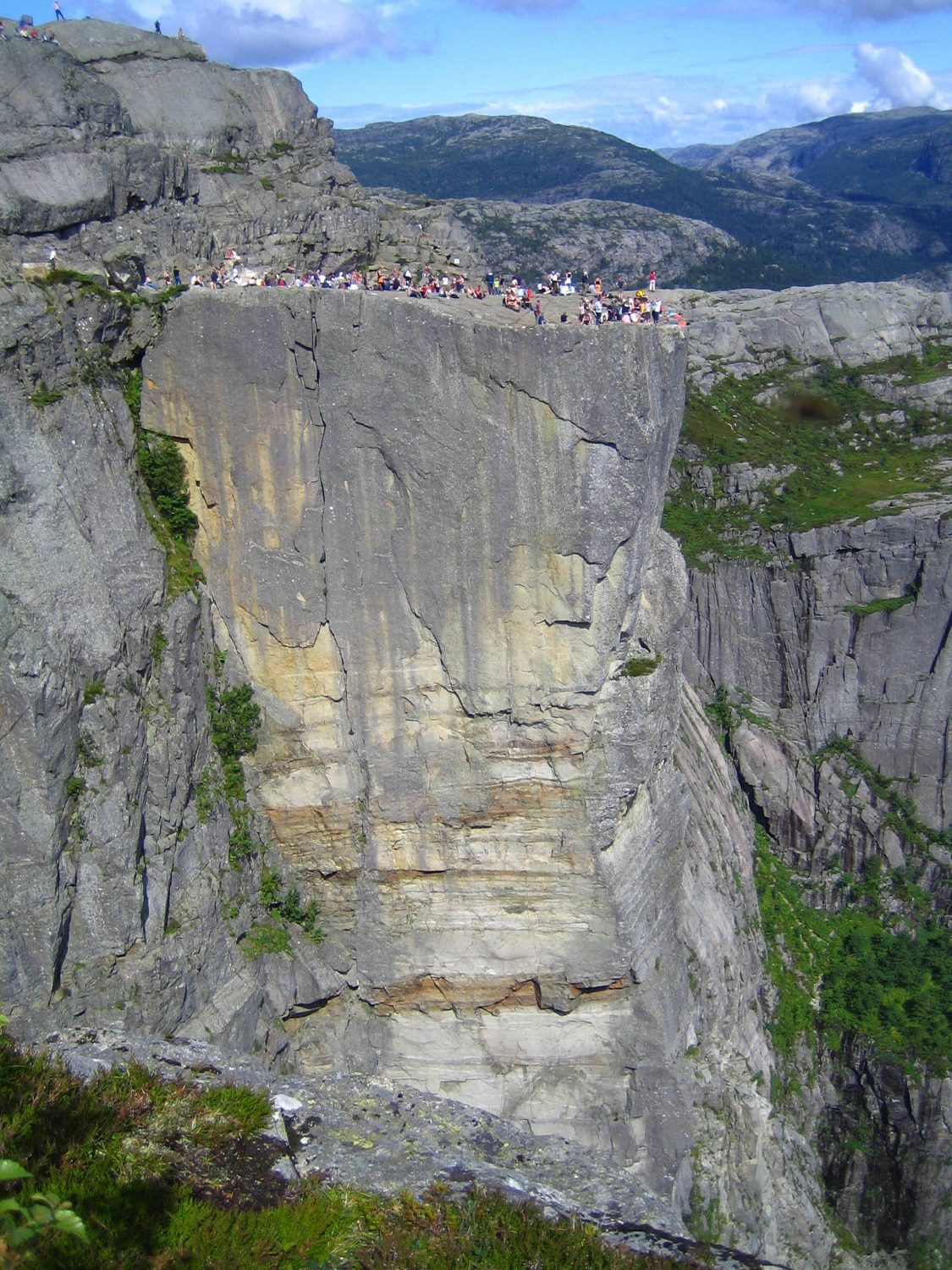
Otra vista del Preikestolen.

Para realizar la travesía se sigue un camino a través de senderos de montaña y lagos glaciares. Partiendo de la zona situada en la base (donde aparcan los autobuses turísticos) el recorrido es de unas 4 h. Esto incluye más o menos dos horas de subida, media hora de estancia en lo alto y hora y media de bajada. Sin embargo, los tiempos de recorrido pueden variar dependiendo de la experiencia del visitante, así como de las condiciones climáticas.
En todo caso, hay tramos muy escarpados, y no debe pensarse en este trayecto como un paseo más o menos duro: no lo es, está en un nivel superior de dificultad. Sin embargo, familias con niños pequeños o gente de avanzada edad consiguen a diario realizar el recorrido. Preikestolen recibe unos 80 000 visitantes cada año, la mayoría en los meses de verano.
En cuanto a la roca misma, se trata de un saliente que se asoma sobre el Lysefjord, con una caída vertical de 604 m. La meseta superior mide unos 25 m x 25 m. La saliente es medida cada año y no presenta mayores variaciones con el paso de los años. Sin embargo, desde el punto de vista geológico, algún día el púlpito cederá y caerá al fiordo. La caída del fiordo ocurrirá, según la leyenda, cuando cinco hermanos se casen con cinco hermanas.

## Cómo llegar

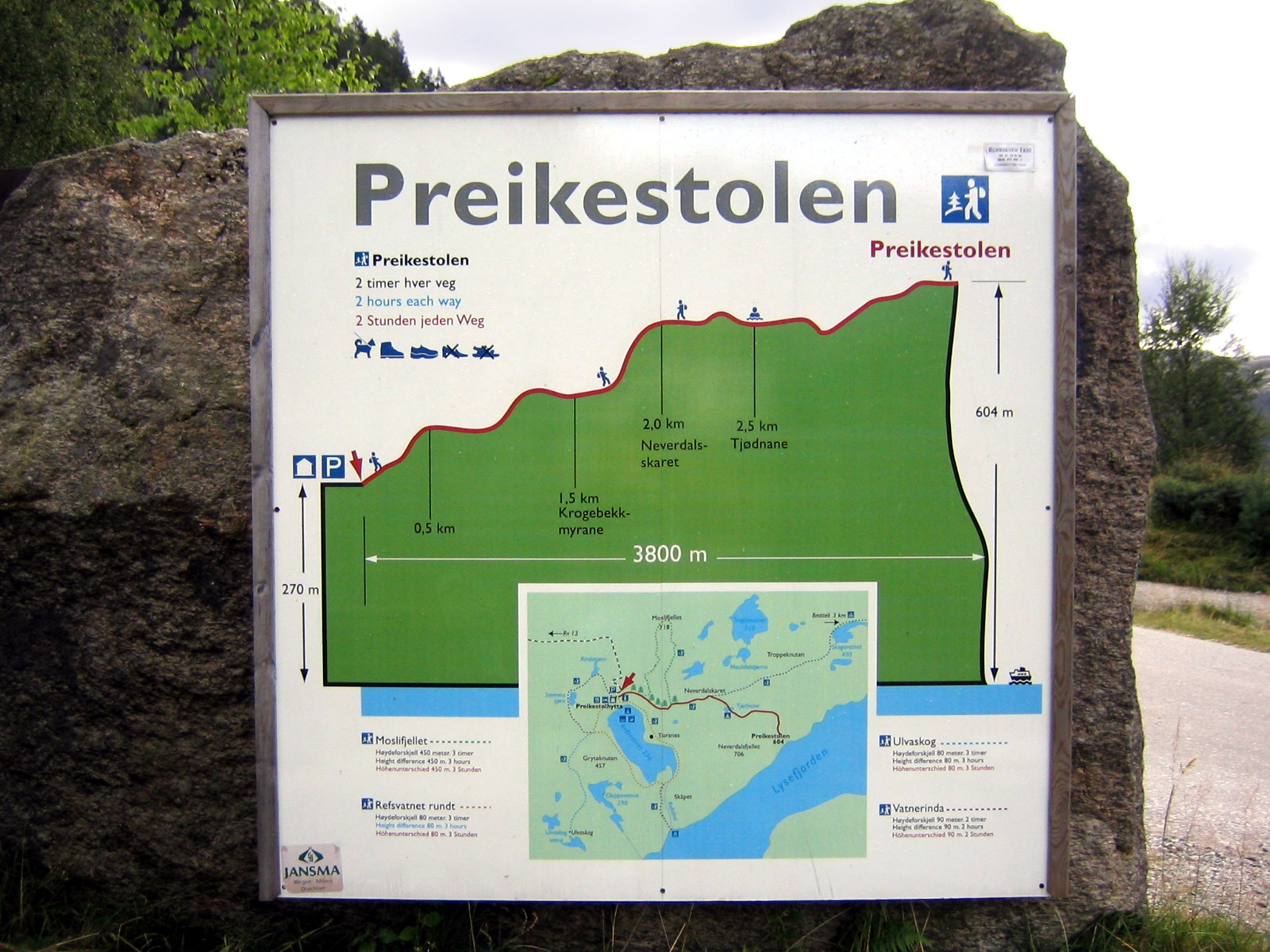
Diagrama que ilustra una sección longitudinal del recorrido, exagerando las altitudes.

La ciudad importante más cercana es Stavanger, que dispone de aeropuerto y conexiones diarias tanto con otras ciudades de Noruega como con alguno de los principales aeropuertos de Europa.
Desde Stavanger salen varios ferris al día, tanto de ida como de vuelta, que unen esta ciudad con el pueblo de Oanes, al otro lado del fiordo. El recorrido no dura más de media hora y desde ahí salen autobuses que en unos 20 minutos llevan hasta el comienzo del camino, Preikestolhytta, que se encuentra a más de 200 m s. n. m. Allí se encuentra un restaurante, tienda de regalos, oficina de correo, áreas de descanso y baños.

## Alojamiento
El alojamiento más cercano es la Preikestolhytta, una serie de cabañas de madera al lado de un lago, justo en el estacionamiento donde paran los autobuses para empezar el ascenso al Preikestolen. Algo más lejos se encuentra un campamento. También se puede pasar la noche en la ciudad de Stavanger y tomar primero el ferry y luego el bus que lleva hasta la Hytta.

## Galería de fotos

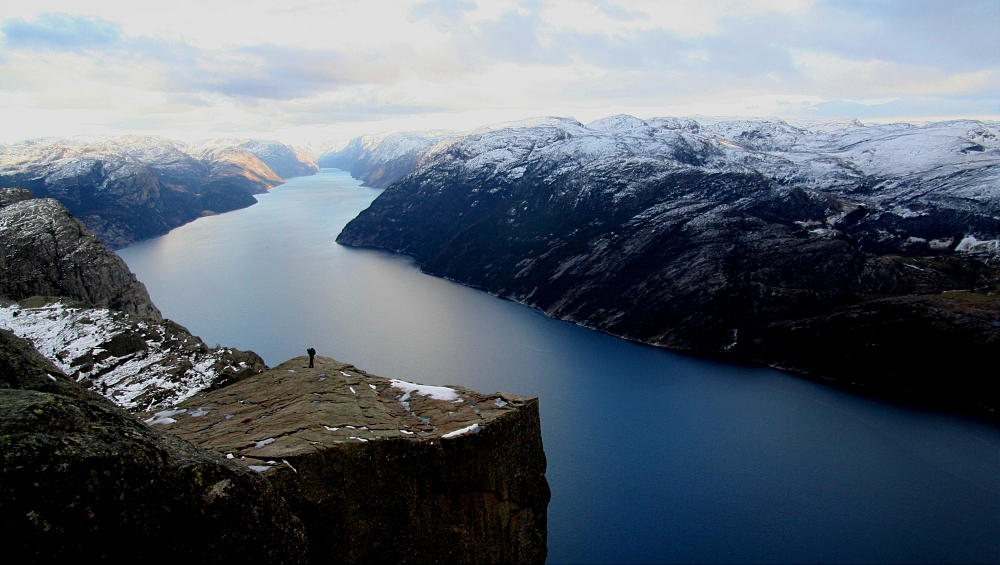
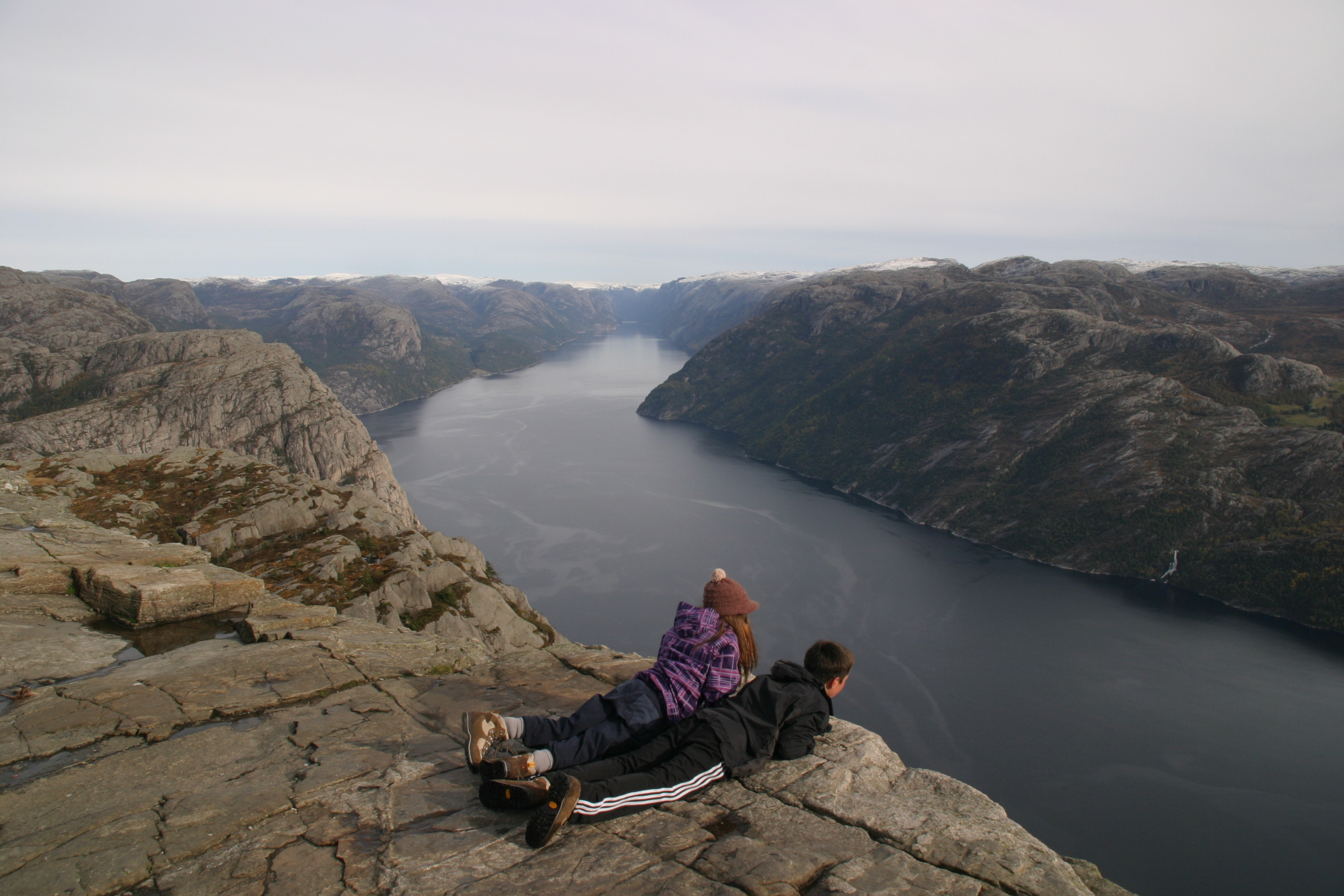
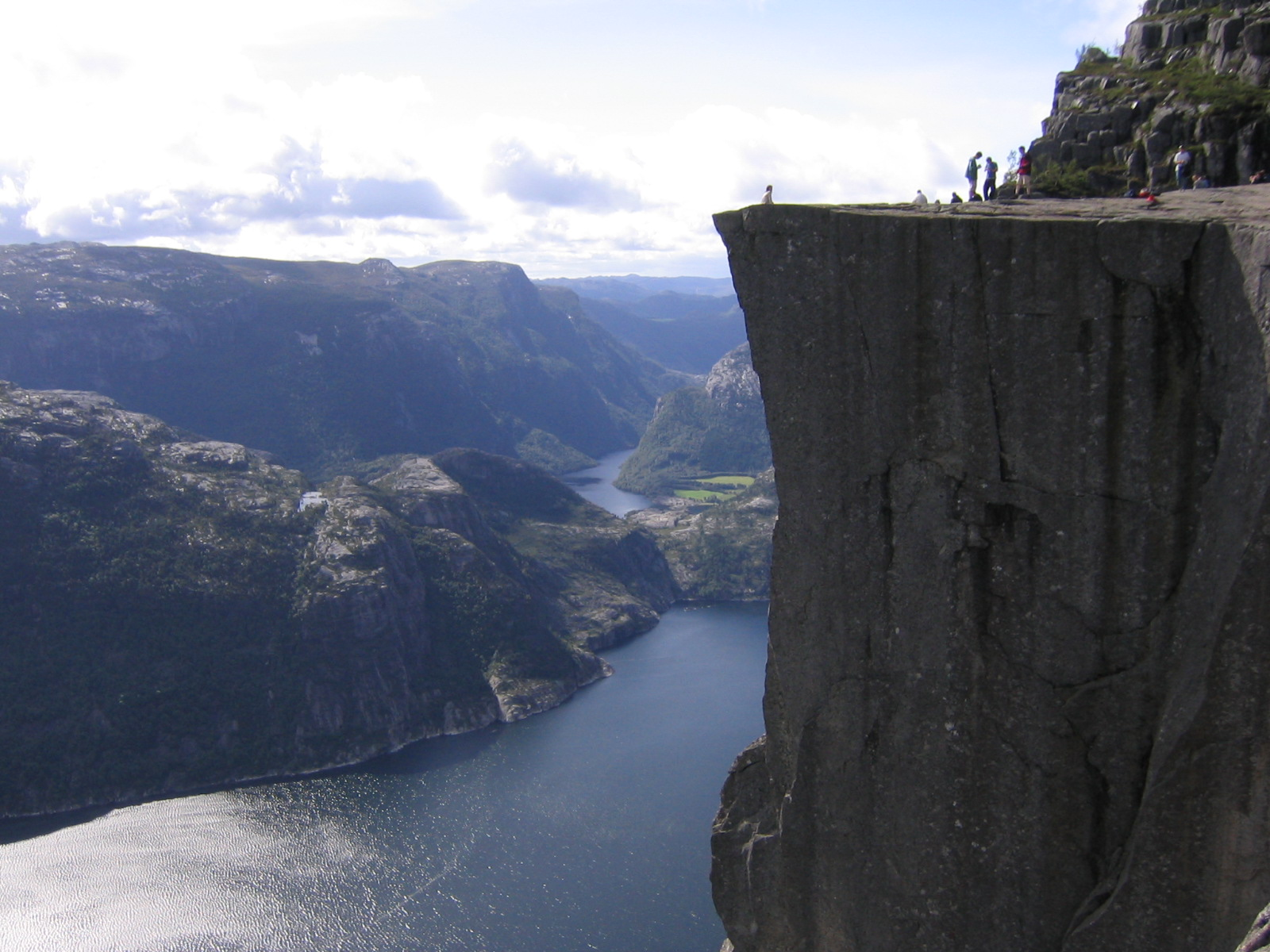
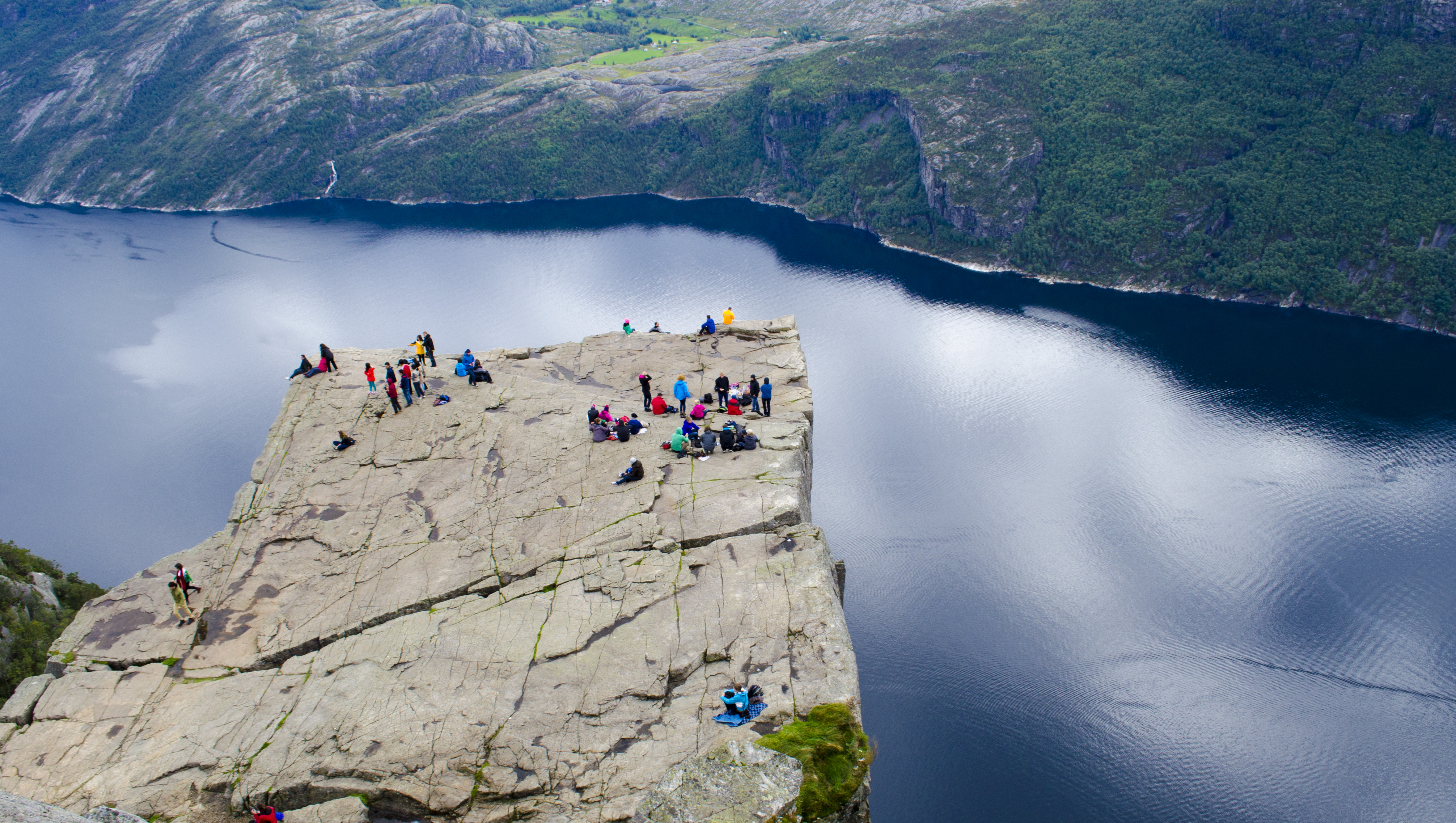
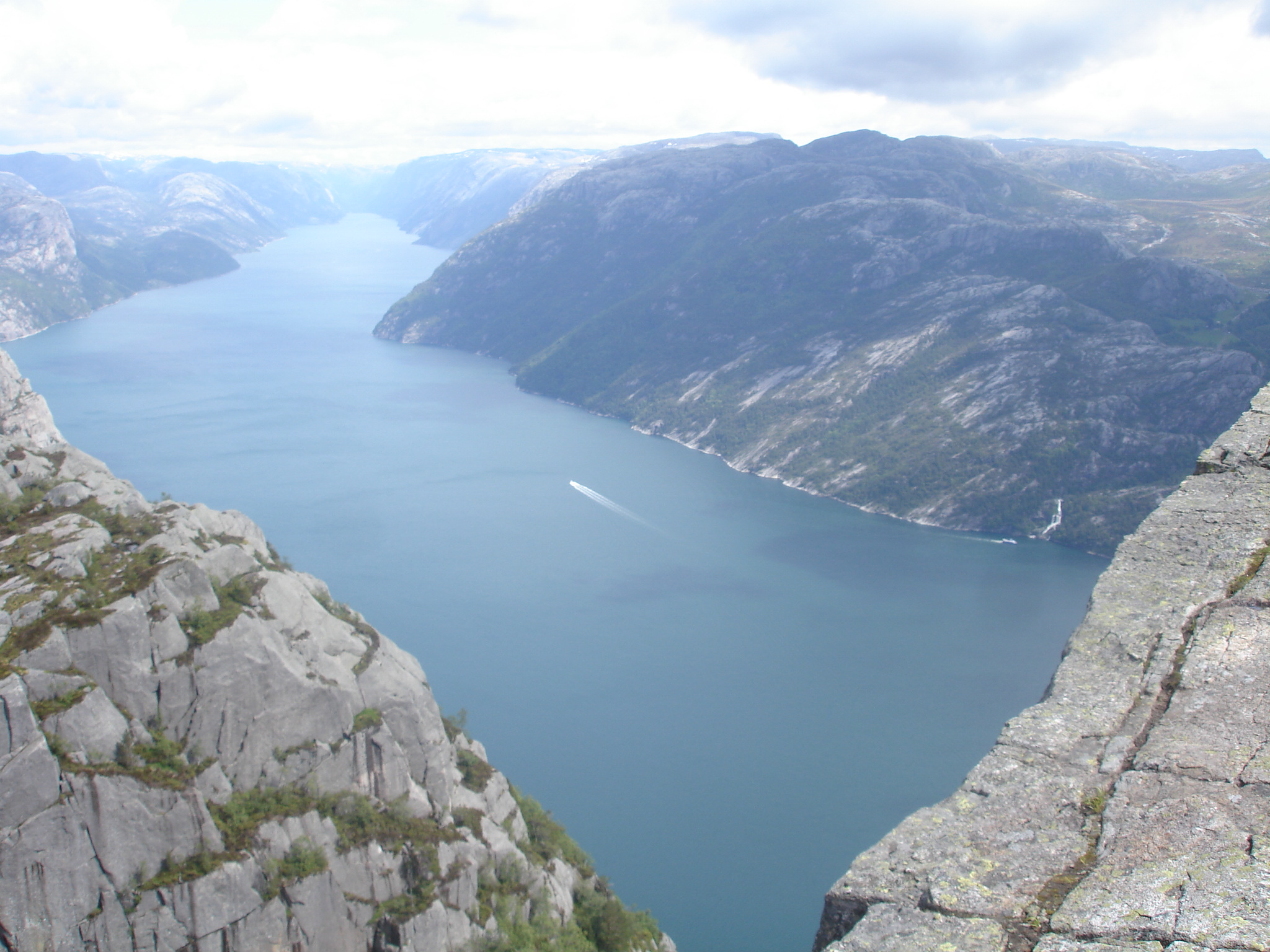
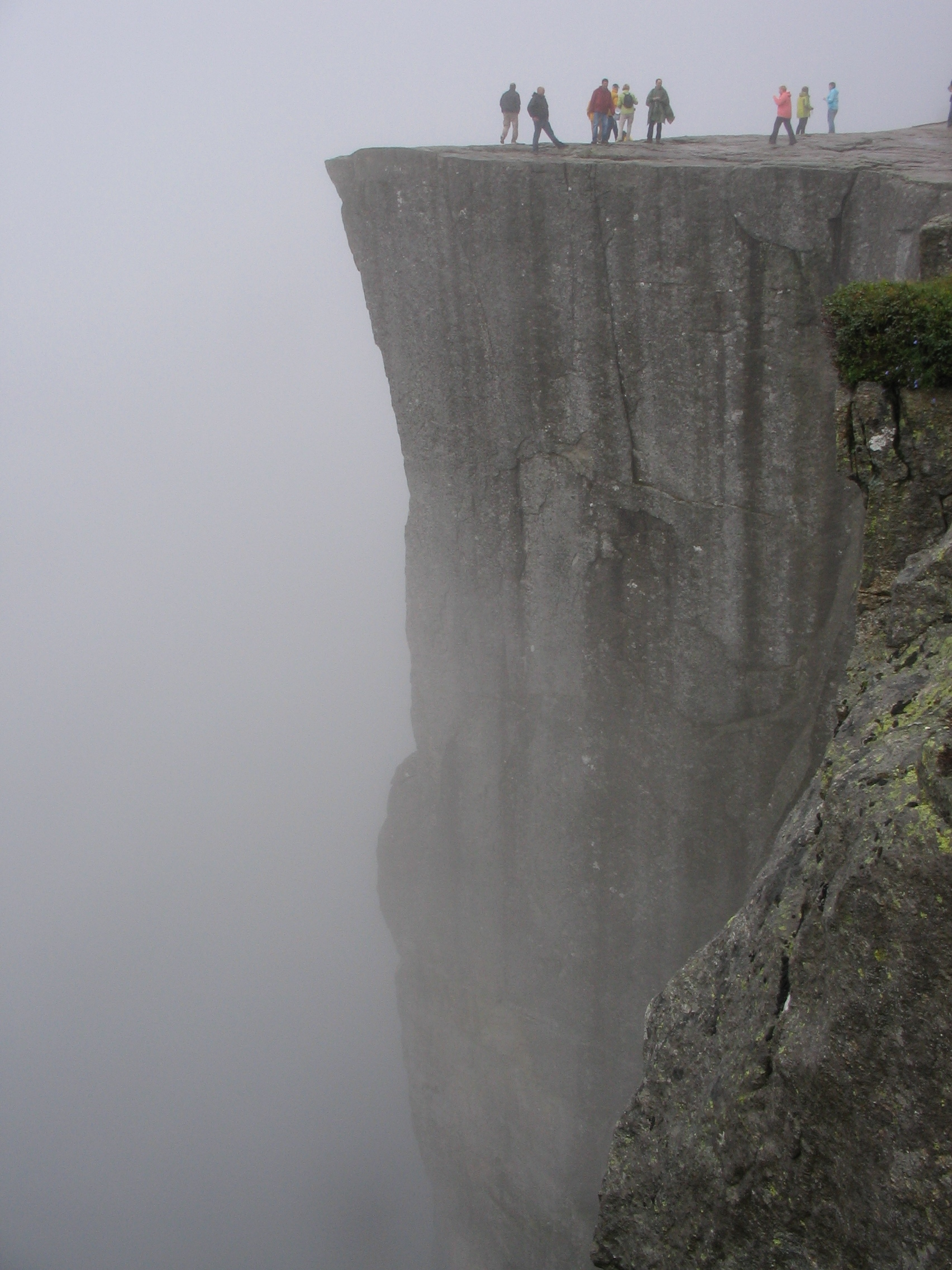
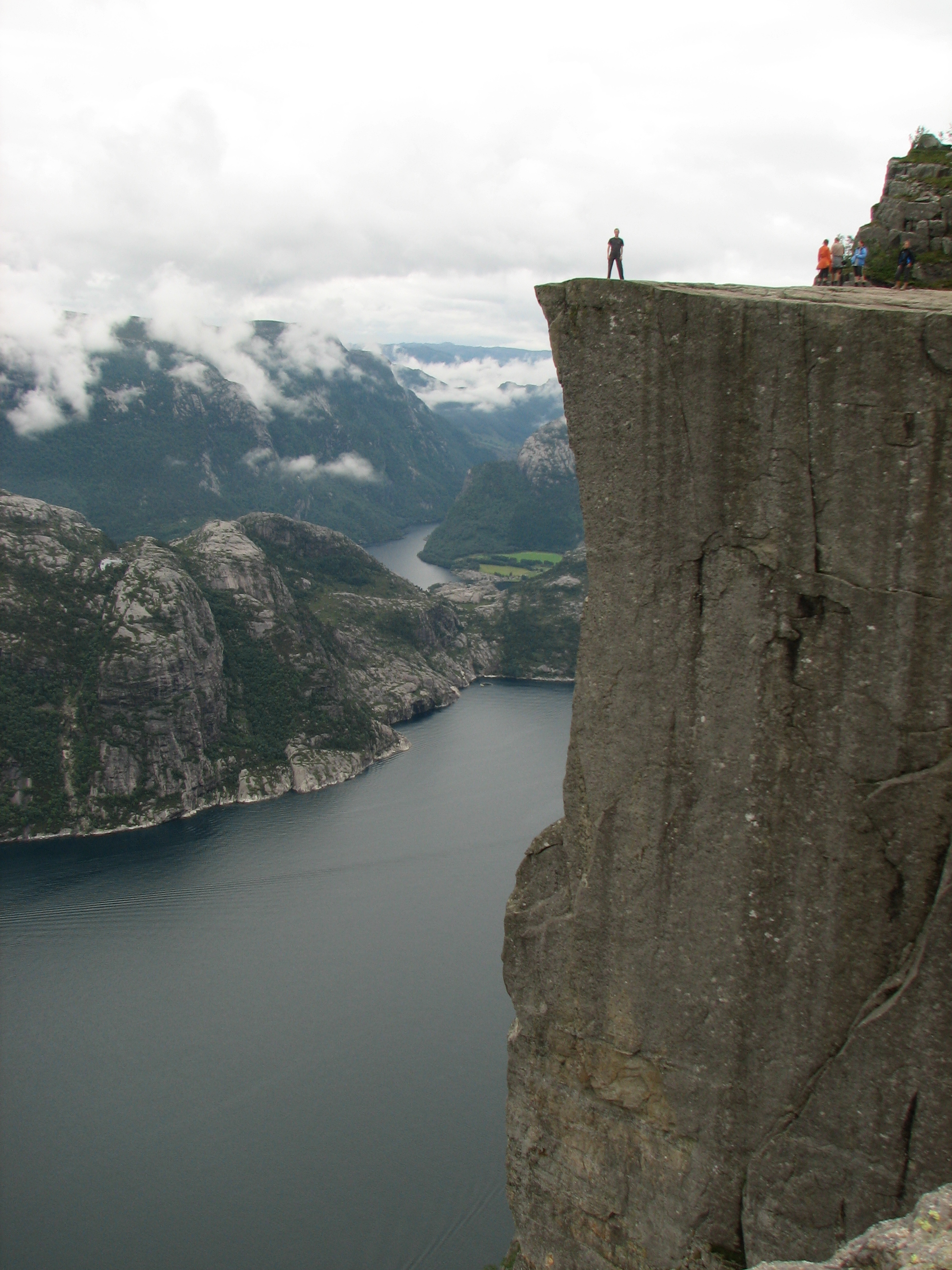
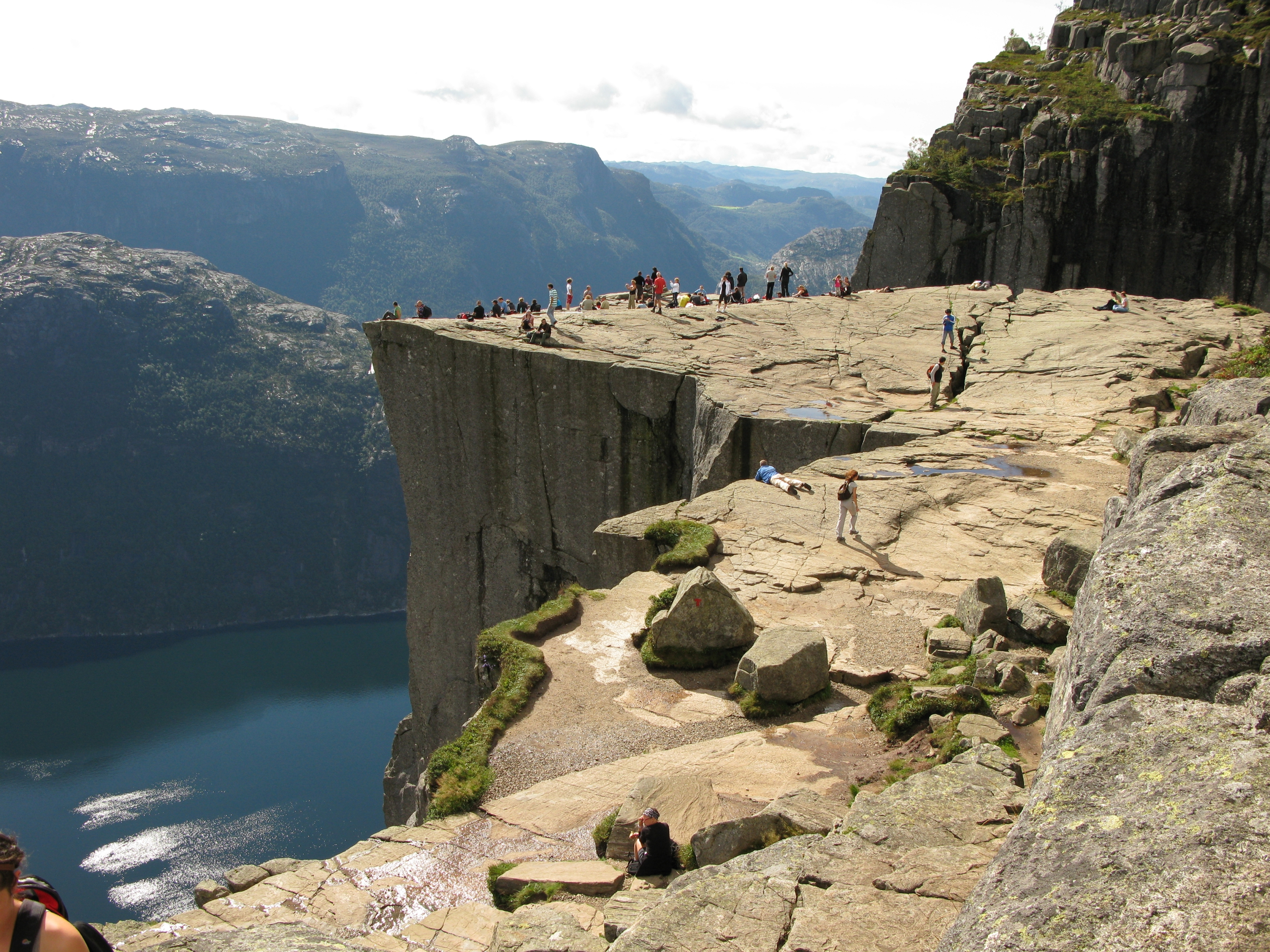